# Here (méh)

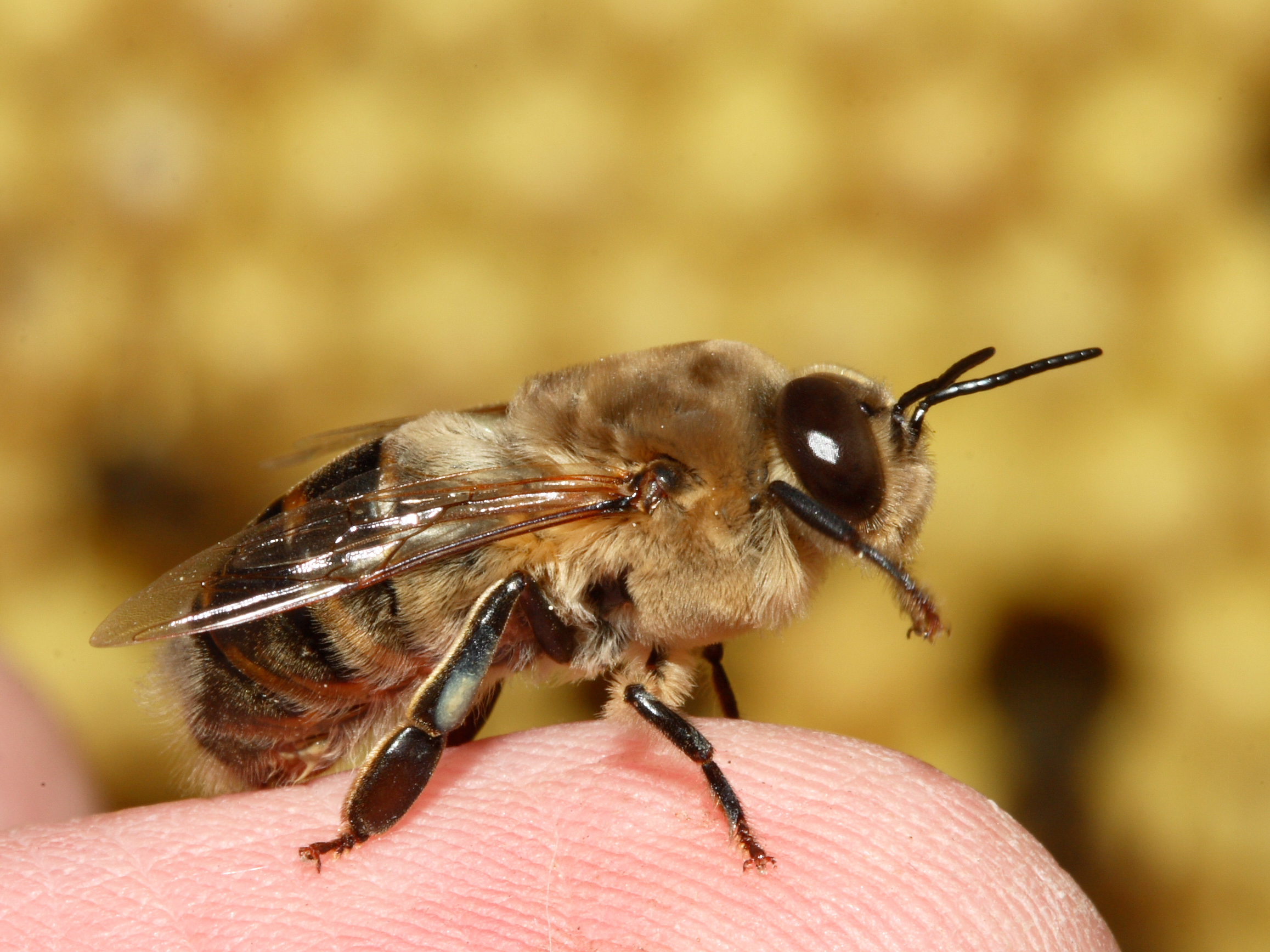
Egy here

A herék hím méhek. Feladatuk az anya megtermékenyítése. Semmilyen más munkában nem vesznek részt. Felismerhető nagy szeméről, tömzsi alakjáról és tompa potrohvégéről. Tavasztól nyár végéig egyszerre néhány száz-néhány ezer here lebzsel a házi méh egy családjában. Az indiai méh egy családjában csúcsidőben 200 here található, viszont az ő családja egyébként is kisebb nyugati rokonáénál.
Rendszerint nagyobbak, mint a dolgozók, de az álanyás herék kisebbek is lehetnek. Szemük kétszer akkora, mint a nőstényeké. Testalkatuk ellenére képesek ugyanolyan gyorsan repülni, mint az anya. A kifejlődésükhöz szükséges idő átlag 24 nap. Egy ideig még nem képesek önállóan enni, a dolgozók etetik. Később azonban már saját maguk szívogatnak mézet a sejtekből. Kelés után 38 nappal válnak ivaréretté. Élettartamuk néhány hónap. A herék családról családra vándorolhatnak, mindenütt szívesen látják őket egészen a hereűzésig. A hereűzésre Magyarországon augusztus-szeptemberben kerül sor. Ekkor a dolgozók kiéheztetik és leszúrják a heréket. A családban csak a következő tavasszal jelennek meg herék. Álanyás családokban még ezután is vannak herék.

## Szerepe

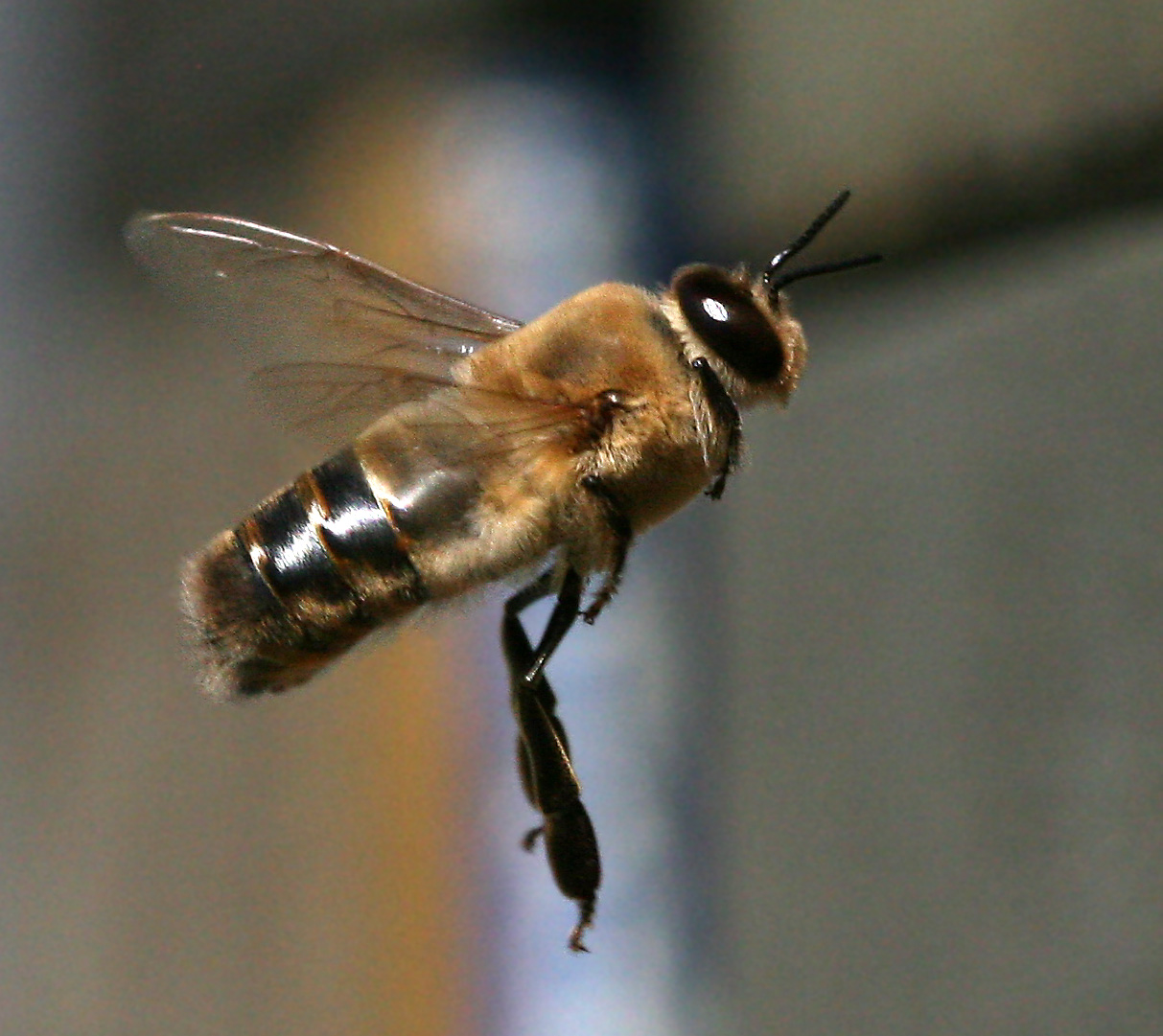
Röptében

A herék családról családra vándorolva messzire kerülhetnek attól a családtól, ahol keltek. Nem a kaptárban párosodik az anyával, hanem heregyülekező helyen várja az arra repülő anyákat. A méhek nemmeghatározási módszere miatt nagy károkat szenved az a család, ahol az anya kizárólag testvéreivel párzott, ugyanis a megtermékenyített peték feléből herék lesznek. Mivel a dolgozók már álcaként eltávolítják őket, az ilyen anya fiasítása hézagos lesz.
A párzásra repülés közben kerül sor. Az anya cikázva repül, emiatt a heréknek jó látásra van szükségük. Sikeres párzás után a here elpusztul, az anya pedig vagy készen áll a további párzásra, vagy hazamegy. A here párzószerve beleszakad az anyába, amit a here nem élhet túl. Becslések szerint egy anya akár 30 herével is pározhat.
A méhanya mesterségesen is megtermékenyíthető. Az angol bioméhészet tiltja ezt, mert megsérti a királynőt; a magyar bioméhészet megengedi. Ezek az anyák azonban inkább tenyészpéldányok, termelő méhészetbe nem kerülnek. A tenyésztők pároztatótelepet hoznak létre. A legtöbb ilyen hely völgykatlanban vagy szigeten van, ahol nagyon kicsi annak az esélye, hogy egy idegen here felbukkan. Magyarországon egy pároztatótelep van, amit az ott nem pároztatók méheikkel nem közelíthetnek 5 km-nél kisebb távolságra.
A herék részt vesznek a család hőháztartásának fenntartásában. Ha hideg van, akkor remegéssel hőt termelnek; ha meleg van, akkor szárnyukkal legyeznek. Nem etetnek, nem építenek és nem gyűjtenek. Kora délutánonként elhagyják a kaptárat és a heregyülekező helyekre repülnek. 
Fullánkjuk nincs, de ha felveszik őket, akkor himbálóznak potrohukkal, hogy megijesszék támadójukat. A fullánktalan méhfajok heréi is harapnak.

## Párzás és a here párzószerve

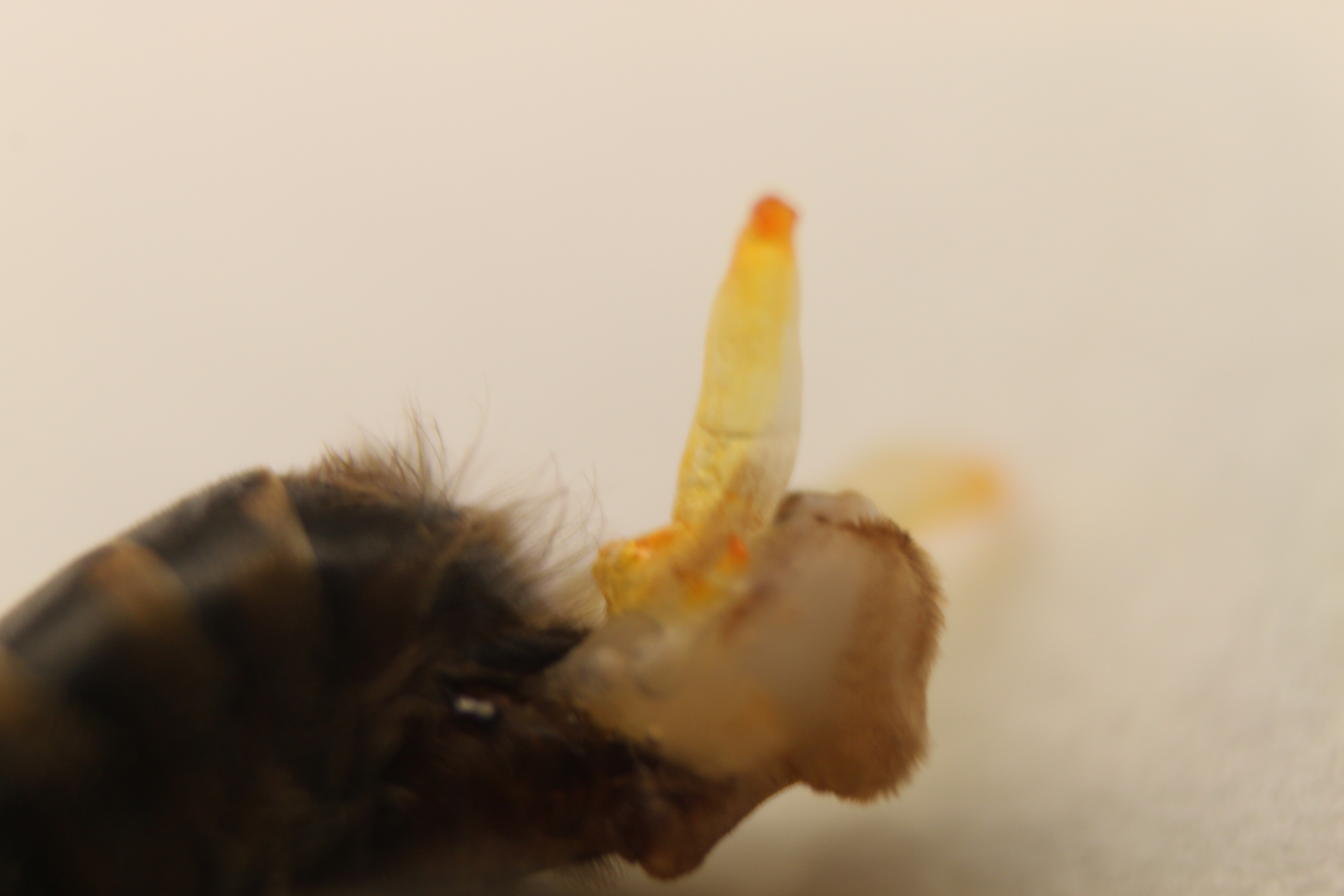
A here pénisze kifordítva

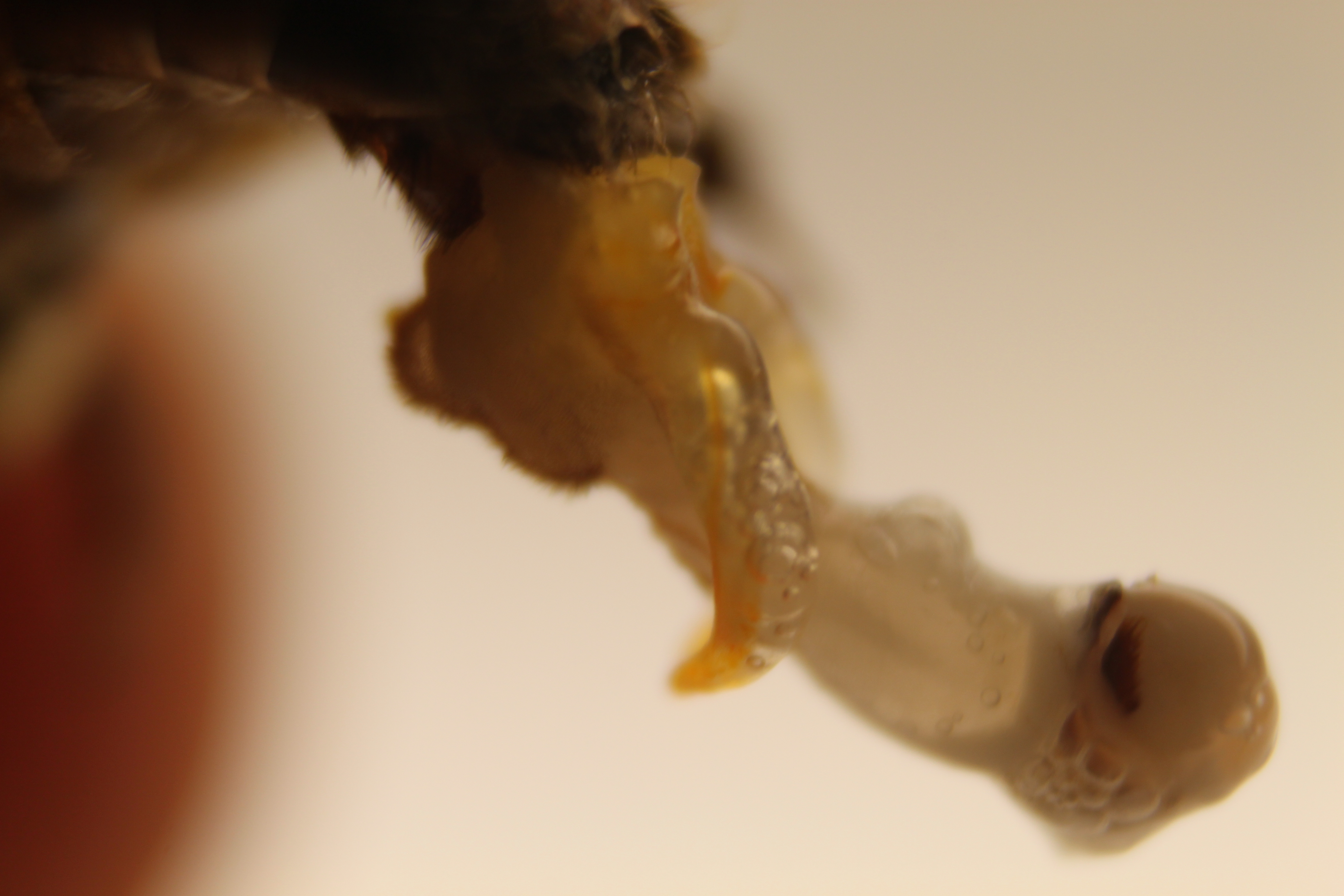
A here spermazsákja

A here pénisze nagy mennyiségű folyadék és hímivarsejt kifecskendezésére képes. A pénisz a here testének belsejében helyezkedik el. Párzás közben kifordul, és úgy hatol az anyába. A péniszt a potroh izmai fordítják ki, miközben megnövelik a vérnyirok nyomását, ami felfújja a péniszt. A pénisz alján kampók segítik megtartani az anyát. A párzás 5 másodperc alatt befejeződik, de gyakran csak 1-2 másodpercig tart, eközben a pár 10-40 méter magasan a föld felszíne fölött repül. Mivel az anya legalább 12 herével párzik, és a here párzás után meghal, mindent egyszerre kell beleadnia. Először felülről közelíti meg az anyát, torával érinti annak potrohát. Ezután megragadja mind a hat lábával, és péniszével a fullánk kamrájába hatol. Ha ez nincs teljesen kinyitva, akkor a párzás sikertelen. A pénisz kifordításával a here lebénul, és hátrafelé lökődik, miközben spermacsomagja a fullánk kamrájába robban. Ez néha emberi füllel is hallható pattogó hang. A robbanás leszakítja a péniszt, és kilöki a herét az anyából. A pénisz az anyában marad, és párzási jelvénynek nevezik. Ez nem akadályozza meg, hogy más herék is párosodjanak az anyával, de meggátolja a sperma kifolyását a vaginából.

## Here gyülekezőhelyek
A párzásra a levegőben kerül sor, távol a méhcsaládoktól. A herék eddig ismeretlen szempontok szerint kiválasztott helyeken várják a pározni érkező anyákat. Ezek a helyek általában 10–40 m magasan vannak, és átmérőjük 30–200 m. Határa éles; nem indulnak a néhány méterrel arrébb repülő anya után. Tipikusan egy-egy helyet több évig is használnak,  néhány hely még 12 év alatt is csak kevéssel mozdul el. Mivel a herék nem érik meg a következő szezont, így nem tudják megmutatni a helyet a következő nemzedékeknek. A gyülekezőhelyek általában nyílt területen, fáktól, hegyektől távol, szélvédett helyen vannak, de néhány hely nem felel meg ezeknek a kritériumoknak. Néhány tanulmány szerint köze lehet a mágnesességhez. A hat hetesnél idősebb herék érzékelhetik a mágneses teret a potrohukban levő magnetitdarabokban gazdag sejtekkel.
A gyülekezőhelyek megtalálhatók úgy, hogy légballonnal felengednek zárkázott párzatlan anyát. A talajon mozgó megfigyelő feljegyzi, hogy hol vonzza az anya a heréket. Egy gyülekezőhelyen átlagosan 200 család heréi találkoznak, összesen 25 ezren. Ez biztosítja, hogy az anya megtalálja azt a genetikai változatosságot, amire a családjának szüksége van. Minél messzebbre repül, annál jobban csökkenti a beltenyészet lehetőségét. A gyülekezőhelyek legalább 90 méterre vannak a méhcsaládoktól, és minél távolabb vannak, annál nagyobb csomóban gyülekeznek. Egy here több gyülekezőhelyet is látogathat élete folyamán, sőt, egy délután is megjárhat többet is. A nászrepülés egy here számára átlagban 25-32 percig tart, és legfeljebb 60 perces lehet, mert ekkor fel kell keresnie egy kaptárat, hogy feltöltekezzen mézzel. Az anya megérkezéséig csak röpködnek ide-oda, de amint megjön, elkezdenek versenyezni érte. A családok nagy fölöslegben nevelik a heréket, így még az anya sokszori párzásával is csak minden ezredik herének sikerül reprezentálnia magát a következő nemzedék génkészletében. Ha a fiatal anya szükségét érzi, akkor több nászrepülése is lehet, hogy biztosan elegendő spermát gyűjtsön be.

## Herék és a Varroa atka

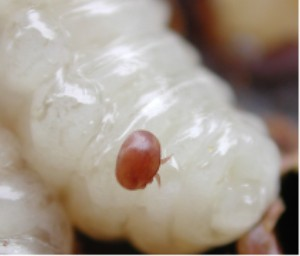
Varroa atka hereálcán

Az ázsiai méhatka a házi méh fiasításos sejtjeiben szaporodik. Az atka előnyben részesíti a herefiasítást a kedvezőbb hőmérséklet, a nagyobb sejtméret és a hosszabb fejlődési idő miatt, ezért a herefiasítás eltávolításával nagyban csökkenthető az atkák száma.

## Genetika
A méhek, mint minden hártyásszárnyú haplodiploid nemmeghatározású, azaz normál esetben a hím haploid, a nőstény diploid. Az anya petesejtképződése közben az őssejt átmegy egy számfelező osztódáson, így a házi méh 32 kromoszómáját megfelezve 16 kromoszóma kerül a petesejtbe. Ez az anya alléljainak új összeállítását tartalmazza. A here megtermékenyítetlen petesejtből fejlődik szűznemzéssel.
Mivel a herének nincs apja, ezért családfája érdekesen alakul. Visszafelé követve a nemzedékeket: a here, az anyja, az anya apja és anyja, az anya anyjának apja és anyja, az anya apjának anyja. Így az 1, 1, 2, 3, 5, 8, ...  sorozat adódik, a Fibonacci-sorozat.
A haplodiploid nemmeghatározás szerint a herének két szerepe van a szaporodásban. Egyrészt, anyjának egy petesejtjéből 10 millió hímivarsejtet csinál, másrészt párosodva egy fiatal anyának átad több millió genetikailag teljesen egyforma hímivarsejtet. Így a lánytestvérek 32 kromoszómájából 16 teljesen azonos lesz, amivel a lánytestvérek egymás közelebbi rokonai lesznek, mint a nem haplodiploid nemmeghatározású fajoknál.
A tulajdonképpeni nemmeghatározást egy gén alléljai végzik. Ha egy petében a gén két allélja van jelen, akkor nőstény
fejlődik, különben hím. Ha az anya testvérével párzik, akkor a diploid utódok feléből here fejlődik, ami amellett, hogy gyengíti a családot, plusz munkát ad a másik feléből fejlődő dolgozóknak. Emiatt alakult ki a nászrepülés, az eltávolodás a méhcsaládoktól, és a több herével való párzás. Így kevesebb munkaerő megy veszendőbe, ha a herék közül egy vagy kettő véletlenül a testvére volt.
Egy álanya kizárólag heréket szaporít, mert nem repül ki párzani, emiatt petéit nem tudja megtermékenyíteni. Egyes méhfajok azonban nőstény petét is tudnak rakni, ahol a számfelező osztódás három poláris sejtje biztosítja a második kromoszómakészletet.
A természetes nászrepülés alatt az anya több herével is párzik, amelyek valószínűleg több különböző családból származnak, így nagyobb genetikai változatosságot biztosít, mint a mesterséges megtermékenyítés, amikor a herék mind testvérek. Viszont ez a megoldás lehetőséget ad az apacsalád kiválasztására.

## Fordítás
Ez a szócikk részben vagy egészben  a   Drone (bee) című angol Wikipédia-szócikk fordításán alapul.  Az eredeti cikk szerkesztőit annak laptörténete sorolja fel. Ez a jelzés csupán a megfogalmazás eredetét és a szerzői jogokat jelzi, nem szolgál a cikkben szereplő információk forrásmegjelöléseként.